# أمريكا المفتوحة 1984 (كرة مضرب)
قائمة بالأبطال في بطولة 1984 أمريكا المفتوحة:

## الكبار

### فردي رجال
جون ماكإنرو هزم  إيفان ليندل, 6-4, 6-3, 6-1

### فردي سيدات
مارتينا نافراتيلوفا هزم  كريس إيفرت للويد, 4-6, 6-4, 6-4